# Fanna
Fanna é uma comuna italiana da região do Friuli-Venezia Giulia, província de Pordenone, com cerca de 1.508 habitantes. Estende-se por uma área de 10 km², tendo uma densidade populacional de 151 hab/km². Faz fronteira com Arba, Cavasso Nuovo, Frisanco, Maniago.

## Demografia
| Variação demográfica do município entre 1861 e 2011                               |
|                                                                                   |
| Fonte: Istituto Nazionale di Statistica (ISTAT) - Elaboração gráfica da Wikipedia |